# Bitka pri Vittorio Venetu
Bitka pri Vittorio Veneto je bila zadnja bitka na italijanskem bojišču v prvi svetovni vojni. Potekala je med 24. oktobrom in 3. novembrom 1918. Italijanska zmaga je končala vojno na italijanskem bojišču, ter zagotovila razpad Avstro-Ogrske monarhije in pripomogla h končanju prve svetovne vojne dva tedna pozneje.

## Dogajanje pred bitko
V bitki pri Kobaridu, ki je potekala med 24. oktobrom in 9. november 1917 je  italijanska vojska izgubila več kot 300.000 ljudi in bila prisiljena v umik na reko Piavo. Zaradi poraza je bil zamenjan vrhovni poveljnik italijanske vojske Luigi Cadorna. Na tem mestu ga je zamenjal Armando Diaz. Diaz je  vojsko reorganiziral, zaustavil nadaljnje prodore in fronto ustalil na reki Piavi.
Junija 1918 je Avstro-Ogrska sprožila svojo zadnjo ofenzivo z namenom prebiti fronto na Piavi in dokončno izločiti Italijo iz vojne. Avstro-ogrska vojska je sprožila dva ofenzivna sunka. Z enim se je  poskušala preko prelaza Tonale prebiti v Lombardijo, z drugim pa čez spodnjo Piavo v centralno Benečijo. Toda ofenziva je bila odbita in avstro-ogrska vojska se je morala vrniti na izhodiščne položaje. V zadnji ofenzivi avstro-ogrske vojske je padlo 100 000 vojakov. Neuspeh je imel hude posledice za moralo vojakov in vse več je bilo dezerterstva, tako da se je vojska od julija do septembra zmanjšala za polovico.

## Bitka
Po bitki na Piavi je general Armando Diaz, italijanski vrhovni poveljnik, zavračal pozive zaveznikov naj Italija čim prej napade. Njegovo mnenje, da mora Italija napasti, šele  ko bo uspeh napada zagotovljen. Diaz je načrtoval, da bi 3 od 5 armad napadle na odseku fronte od Monte Grappe do Jadranskega morja in reke Piave. Cilj je bil prečkanje Piave in napredovanje proti Vittorio Venetu. S tem bi presekali komunikacije med dvema avstrijskima armada, ki stali nasproti.
Pred začetkom ofenzive so sile antante so štele 57 pehotnih divizij od tega 51 italijanskih, 3 britanskih, 2 francoskih in 1 češkoslovaške divizije ter ameriškega polka. Na drugi strani so avstro-ogrske sile bile približno enake velikosti, ki so bile močno demoralizirane, primanjkovalo  pa jim je tudi topovskih granat. Ofenziva se je začela 24. oktobra na obletnico bitke pri Kobaridu. Toda prvi italijanski napad na pogorje Grappa je bil neuspešen. V štiridnevnih bojih so avstro-ogrske čete zaustavljale vse italijanske prodore, toda razpadanje dvojne monarhije se je kmalu preneslo tudi na fronto. Pričeli so se vrstiti upori vojakov, začel se je umik v notranjost monarhije. Med prvimi polki se je tik za bojno črto 24. oktobra uprl 2. gorski strelski polk v Codroipu.
Poplava reke Piave je preprečila dvema od treh armad, da napredujejo skupaj s tretjo, slednja je pod poveljstvom Lorda Cavana 27. oktobra osvojila otok Papadopoli, ter s tem pridobila mostišče za prodor na levi breg Piave. Avstro-ogrski poveljnik Svetozar Borojević je še isti ukazal protinapad na italijanske izhodišča, vendar so čete zavrnile izpolnjevanje njegovih ukazov. Neposlušnost je postala eden od problemov, s katerim se je morala soočati avstro-ogrska vojska in protinapad je propadel.
Po prečkanju Piave je 8. italijanska armada, na čelu z generalom Enricom Caviglom, zavzela Vittorio (Ime "Veneto" je bilo dodano leta  1923) in napredovala v smeri Trenta, z namenom, da blokira umik avstrijskih sil.
28. oktobra je Češkoslovaška razglasila neodvisnost od Avstro-Ogrske. Naslednji dan je bila ustanovljena Država Srbov, Hrvatov in Slovencev. 31. oktobra pa Ogrska razglasila konec unije z Avstrijo in s tem zapečatila usodo Avstro-Ogrske. Naslednji dan je 8. italijanska armada zavzela Vittorio Veneto in obenem potiskala sovražnika proti Tilmentu. 3. novembra se je italijanska vojska izkrcala v Trstu.
11. italijanska armada, ki ji je poveljeval francoski general Jean Graziani je nadaljevala s prodorom. Z desne strani jo je podpirala 9. armada. Med bitko je avstro-ogrske sile utrpela 30 000 izgub in 300 000-500 vojnih ujetnikov. Italijanske sile so utrpela 37 461 izgub (mrtvi in ranjeni), vključno z 145 Francozi in 374 Britanci. 
29. oktobra je Avstro-Ogrska zaprosila za premirje in so 30. oktobra 1918 je avstro-ogrske vojske sile razbite na dva dela. Premirje je bilo podpisano 3. novembra ob 15:20 in je začelo veljati 24 ur pozneje ob 15:00 4. novembra. Avstrijsko poveljstvo je 3. novembra svojim vojakom ukazalo prenehanje sovražnosti. Po podpisovanju premija je general Weber zahteval prenehanje bojev in zaustavitev nadaljnjih italijanskih napadov. Italijanski general Badoglio je predlog ostro zavrnil, Weber je ponovil zahtevo. Že pred podpisom premirja je začela avstro-ogrska vojska razpadati, ter se kaotično umikati proti notranjosti. Italijanske sile so napredovale vse 15.00 4. novembra. V naslednjih dneh so okupirale Tirolsko vključno s Innsbruckom.
V skladu z določbami avstrijsko-italijanski premirja iz vile Giusti, je morala Avstro-Ogrska sile umakniti svoje čete, ne samo iz zasedenega ozemlja do avgusta 1914, ampak tudi iz Južne Tirolske, Trbiža, soški doline, Gorice, Trsta, Istre, zahodne Kranjske in Dalmacije. Prav tako morajo biti v  roku 15 dni  vse nemške enote umaknjene iz avstro-ogrske ozemlja ali internirane. Silam antante se mora omogočiti brezplačno uporabo notranjih komunikacij in tranzit njenih čet do Nemčije.

## Posledice
Bitka je končala prvo svetovno vojno na italijanske bojišču in zapečatila konec avstro-ogrske monarhije. Že 24. oktobra je ogrska vlada pozvala vojake domov, saj da je vojna izgubljena. Kot je že bilo omenjeno je 31. oktobra Ogrska prekinila unijo z Avstrijo. Nekateri narodi pa so se odcepili že prej (Država SHS, Češkoslovaška). Predaja  glavnega nemška zaveznika je bil še eden pomemben dejavnik pri odločitvi Nemškega cesarstva, da preneha z vojno. 30. oktobra so se uprli mornarji v luki Wilhemshaven. Od tam se je upor razširil po vsej državi in izbruhnila je revolucija. Premirje je bilo podpisano 11. novembra.
Slovenski polki avstro-ogrske armade so bili ob koncu vojne daleč od slovenskih dežel. 17. pehotni polk je bil na tirolskem bojišču, kjer je v začetku novembra 1918 padel v italijansko ujetništvo. 97. pehotni polk je konec vojne dočakal v Ukrajini, 87. pehotni in 2. gorski strelski polk sta bila na Piavi. Glavnina avstro-ogrskih vojakov se je po razsulu ob Piavi vračala domov v prvih dveh tednih novembra. Ceste so bile polne vojaških kolon, ob njih so ostajali kupi odvržene in zapuščene vojaške opreme, orožje, vozovi, avtomobili in konji. Precejšen del avstro-ogrske armade se je vračal preko slovenskega ozemlja. Glavna smer vojaškega umika je bila mimo Gorice, Ajdovščine, Idrije, Škofje Loke, Kamnika, Vranskega, Celja in Pragerskega.